# Roma Baseball
La Roma Baseball è stata una delle prime società di baseball italiane, vincitrice degli scudetti 1950 e 1959 (rispettivamente come Coca Cola Roma e Libertas Roma). Al termine della stagione 2007 di Serie A2, pur non retrocedendo sul campo, per problemi economici cede il titolo sportivo al Baseball Livorno e riparte, nel 2008 dalla Serie B.

## Cronistoria
Serie A
| 86 | 87 | 88 | 89 | 90 | 91 | 92  | 93 |
| -- | -- | -- | -- | -- | -- | --- | -- |
| 5B | 4A | 4B | 5B | 4B | 7A | 10A | 9A |

Piazzamenti recenti
- 2004: 9º posto serie A2
- 2005: 6º posto serie A2
- 2006: 8º posto serie A2
- 2007: 6º posto serie A2
- 2008: 10º posto serie B girone D (5 vittorie e 29 sconfitte)[7]
- 2009: 8º posto serie B girone D (3 vittorie e 22 sconfitte)[8]
- 2010: nessuna attività seniores

## Squadre di baseball di Roma
- Urbe Roma: fondata nel 2009, milita in Serie A federale
- U.S.D. Roma Baseball: nel 2009 ha militato in Serie B
- Nuova Roma Baseball: fondata nel 2003, nel 2009 ha militato in Serie B
- Roma Baseball, antica società dall'illustre passato (2 scudetti), dopo il declino degli anni 1990 è stata rifondata nel 2003, ma ancora nel baratro a partire dal 2009
- Roma Baseball & Softball, fondata nel 2024, con sede in Roma nel rione Prati, è iscritta alla Serie B del campionato italiano di Softball 2025